# Guélange
Guélange est une ancienne commune française du département de la Moselle, rattachée à Guénange depuis 1810.

## Toponymie
- Anciennes mentions : Guelinges et Guelenges (1186), Guelengues et Guélanges (1188), Gueldanges (1414), Gelange (1544), Guelangue (1801), Guelingen (sans date), Gelingen (1871-1918).
- En allemand : Gelingen[1]. En francique lorrain : Geléngen[2].

## Histoire
Guélange était autrefois un village de la seigneurie de Luttange et une annexe de la paroisse de Guénange. 
Ancien chef-lieu communal, Guélange est réuni à Guénange par décret du 22 juin 1810.

## Démographie
| 1793 | 1800 | 1806 |
| ---- | ---- | ---- |
| 139  | 137  | 146  |